# 11193 Mérida
11193 Mérida là một tiểu hành tinh vành đai chính với chu kỳ quỹ đạo là 2089.6005630 ngày (5.72 năm).
Nó được phát hiện ngày 11 tháng 12 năm 1998.